# Chaumont Volley-Ball 52 Haute-Marne 2012-2013
Questa voce raccoglie le informazioni riguardanti lo Chaumont Volley-Ball 52 Haute-Marne nelle competizioni ufficiali della stagione 2012-2013.

## Organigramma societario
Area direttiva
- Presidente: Bruno Soirfeck

Area tecnica
- Allenatore: Nikola Matijašević
- Allenatore in seconda: Ludovic Kupiec

## Rosa
| N° | Nome                | Ruolo | Data di nascita   | Nazionalità sportiva |
| -- | ------------------- | ----- | ----------------- | -------------------- |
| 1  | Deniss Petrovs      | P     | 31 agosto 1986    | Lettonia             |
| 3  | André Lopes         | S     | 12 settembre 1982 | Portogallo           |
| 4  | Jiří Cerha          | C     | 26 settembre 1979 | Rep. Ceca            |
| 5  | Romain Vadeleux     | C     | 12 febbraio 1983  | Francia              |
| 5  | Christophe Songolo  | C     | 28 maggio 1983    | Francia              |
| 6  | Stefan Vladisavljev | S     | 23 agosto 1992    | Serbia               |
| 7  | Angelo Teno         | P     | 1º gennaio 1985   | Francia              |
| 8  | Bartosz Janeczek    | S/O   | 12 luglio 1987    | Polonia              |
| 9  | Ludovic Duée        | L     | 3 giugno 1991     | Francia              |
| 10 | Rodrigo Alves       | C     | 7 maggio 1981     | Brasile              |
| 13 | Carlos Antony       | S     | 23 aprile 1988    | Francia              |
| 18 | Israel Rodríguez    | S     | 27 agosto 1981    | Spagna               |